# Firning

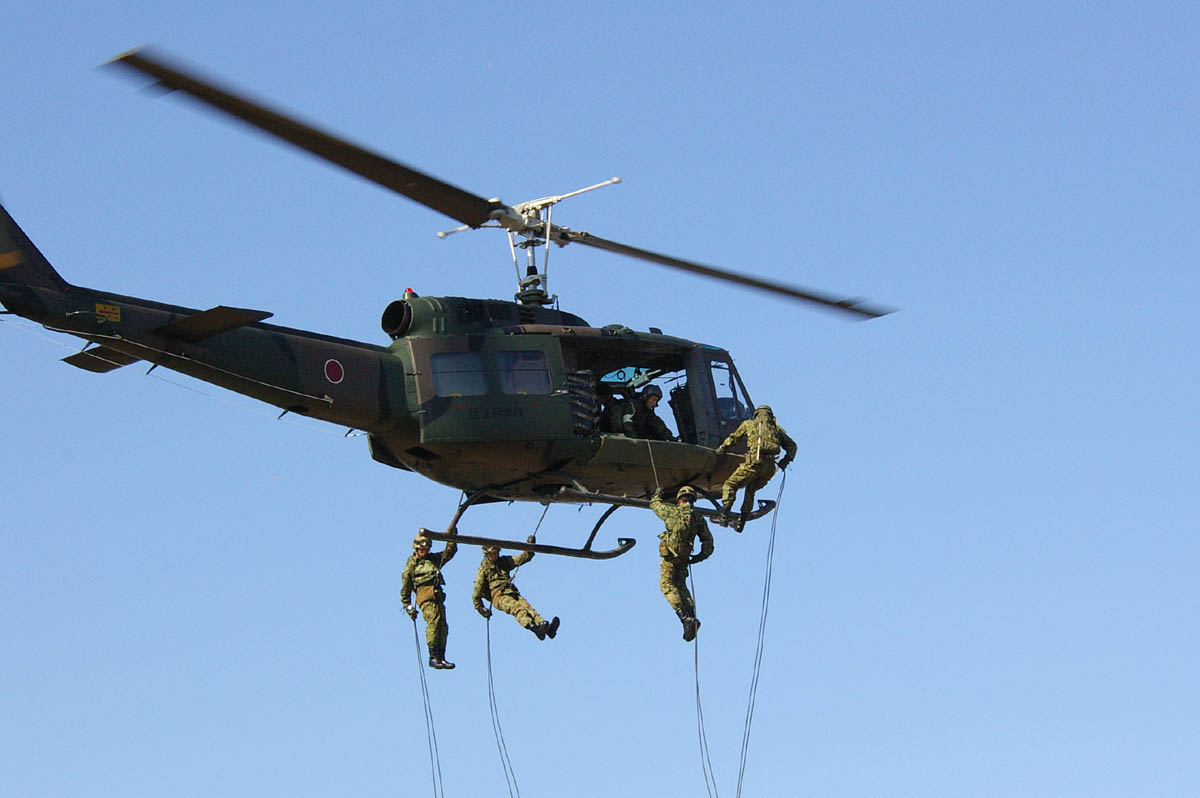
Firning från helikopter (rappelling)

Firning (eng. abseiling) är ett sätt att med firningsutrustning sänka ner sig från ett föremål med hjälp av ett rep. Firning är vanligt hos vissa räddningstjänster. 
Firningsutrustning består (minst) av:
- Sele
- Firningsåtta

Repet bör vara en speciell typ som inte töjer sig vid belastning, ett så kallat statiskt rep. Man bör undvika ett vanligt klätterrep, då dessa är dynamiska rep.
Tekniken är att med firningsåttan bromsa nedfärden på repet genom att påverka friktionen mellan firningsåttan och repet.
När man firar från helikopter kallas detta rappelling.
Rappelling har en stor fördel jämfört med fast rope, då individen är säkrad till repet under nedfärden genom firningsutrustningen. Nackdelen är dock att rappelling tar längre tid att använda än fast rope, då man både måste koppla in sig på repet samt efteråt koppla ur sig - detta tar tid, något som inte alltid finns i en taktisk situation.